# Projet Perseus
 (novembre 2023).
Le projet Perseus est un programme à caractère pédagogique mis en place en juin 2005 au Salon international de l'aéronautique et de l'espace du Bourget par le Centre national d'études spatiales ayant pour but de mobiliser des étudiants issus d'écoles d'ingénieurs, d'IUT ou d'universités, sur des projets spatiaux.

## Types de projets
Le programme Perseus est composé de plusieurs macro-projets répartis en 5 catégories : systèmes de lancement, études et logiciels, systèmes électriques, démonstrations au sol et démonstrations de vol.